# Duitama

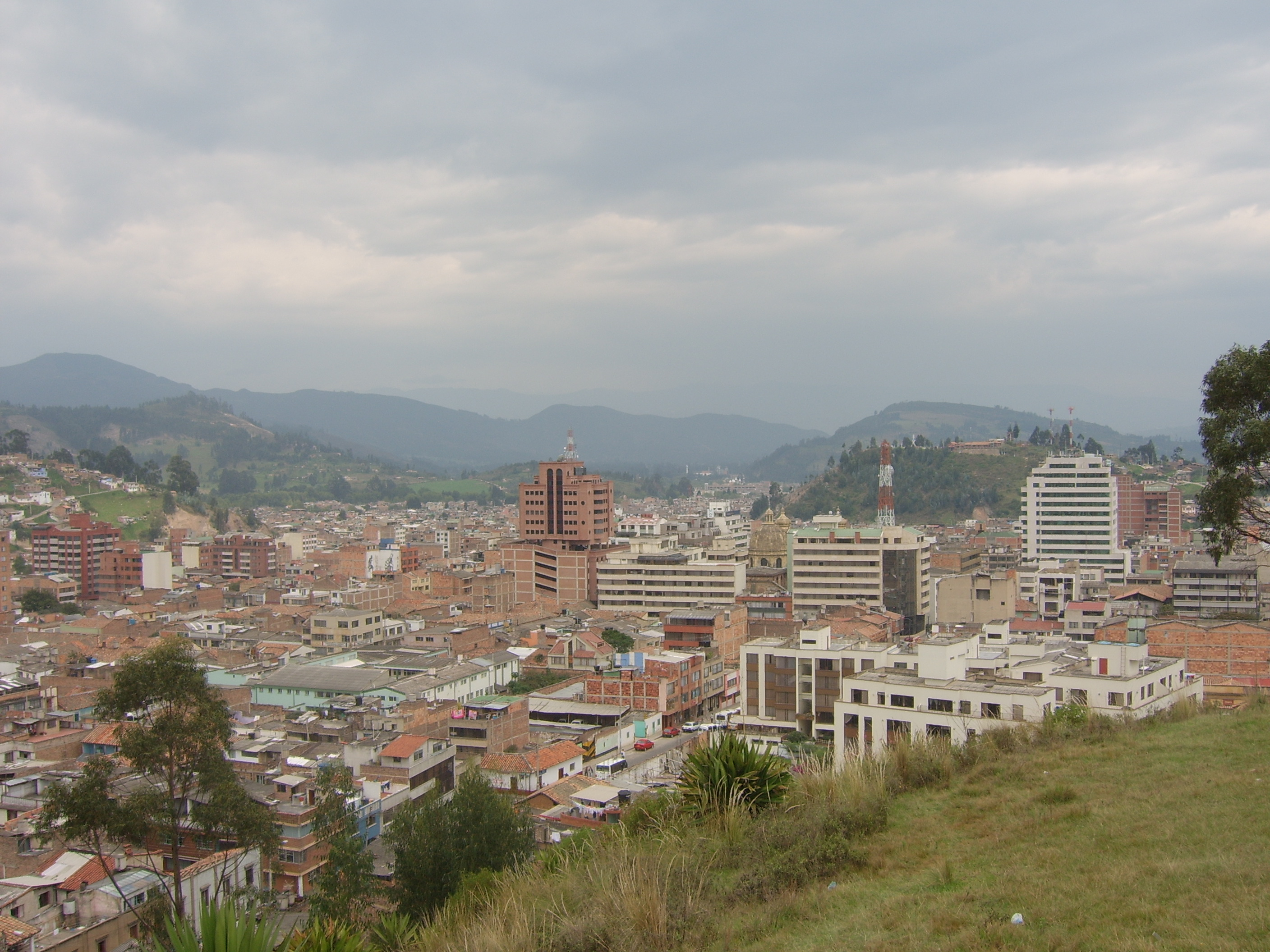

Duitama est une ville de Colombie, située dans le département de Boyacá. Elle est distante de Bogota de 170 km et de Tunja, la capitale de Boyacá, de 55 km. Elle culmine à 2 500 m d'altitude. Duitama existe depuis l'époque précolombienne. Elle aurait été fondée par le chef chibcha Tundama.

## Personnalités liées à la municipalité
- Alberto Camargo (1965-) : coureur cycliste né à Duitama.
- Oliverio Rincón (1968-) : coureur cycliste né à Duitama.
- Rodolfo Torres (1987-) : coureur cycliste né à Duitama.
- Jonathan Paredes (1989-2025) : coureur cycliste né à Duitama.

## Sport
Duitama a accueilli les championnats du monde de cyclisme sur route en 1995.